# جامعة فرجينيا
جامعة فيرجينيا (بالإنجليزية: University of Virginia)، هي جامعة حكومية بحثية تقع في مدينة شارلوتسفيل بولاية فيرجينيا الأمريكية، تأسست عام 1819 على يد توماس جيفرسون، وتضم "القرية الأكاديمية" التي أنشأها، وهي مدرجة ضمن مواقع التراث العالمي لليونسكو. ضم مجلس الزوار المؤسس للجامعة ثلاثة من رؤساء الولايات المتحدة، هم: توماس جيفرسون، وجيمس ماديسون، وجيمس مونرو، الذي كان رئيسًا للبلاد وقت تأسيسها. وقد لعب جيفرسون وماديسون دورًا أساسيًا في تأسيس الجامعة بوصفهما أول رئيسين للمجلس، حيث وضع جيفرسون التصور المعماري للجامعة وصمم مناهجها الدراسية الأولى.
يمتد الحرم الجامعي المركزي للجامعة على مساحة 1135 فدانًا، وتضم الجامعة ثماني كليات جامعية وثلاث كليات مهنية، هي: كلية الحقوق، وكلية داردن لإدارة الأعمال، وكلية الطب. وانضمت الجامعة إلى رابطة الجامعات الأمريكية في عام 1904.
ضمت جامعة فيرجينيا عبر تاريخها عددًا من الشخصيات البارزة، من بينهم رؤساء أمريكيون، وزعماء دول، وحائزون على جوائز نوبل وبوليتزر، بالإضافة إلى باحثين حصلوا على منح مرموقة مثل منحة رودس (57 باحثًا)، ومنحتي مارشال وفولبرايت. كما تلقى التعليم في الجامعة ثلاثون حاكم ولاية أمريكية، إلى جانب عدد من أعضاء الكونغرس ومجلس الشيوخ. وأسهم طلابها وخريجوها في تأسيس شركات بارزة مثل: ريديت وسكيل شير وVMware وSpace Adventures. وتُعرف فرقها الرياضية باسم "الكافالييرز"، وتشارك في منافسات الدرجة الأولى للرابطة الوطنية لرياضة الجامعات ضمن مؤتمر ساحل الأطلسي.